# Saison 3 de The Expanse
 (août 2023).
Si vous disposez d'ouvrages ou d'articles de référence ou si vous connaissez des sites web de qualité traitant du thème abordé ici, merci de compléter l'article en donnant les références utiles à sa vérifiabilité et en les liant à la section « Notes et références ».
Chronologie
Saison 2 Saison 4
Cet article présente la troisième saison de la série télévisée The Expanse.

## Synopsis de la saison
À la suite de l'assassinat du ministre martien de la défense et de la destruction d'un vaisseau martien par un vaisseau terrien, la guerre est déclarée entre l'ONU et la République du Congrès de Mars, la Ceinture se retrouvant transformée en champ de bataille. Il est désormais plus que jamais nécessaire de dévoiler le secret de la protomolécule, tandis que chaque décision pourrait mettre en péril la survie du système solaire.

## Distribution
- Steven Strait (VF : Maxime Van Santfoort)[1] : James « Jim » Holden
- Cas Anvar (VF : Steve Driesen) : Alex Kamal
- Dominique Tipper (VF : Mélissa Windal) : Naomi Nagata
- Wes Chatham (VF : Nicolas Matthys) : Amos Burton
- Shawn Doyle (VF : David Manet) : Sadavir Errinwright, sous-secrétaire général des Nations unies
- Shohreh Aghdashloo (VF : Francine Laffineuse) : Chrisjen Avasarala, sous-secrétaire générale adjointe des Nations unies
- Frankie Adams (VF : Myriem Akheddiou) : Roberta « Bobbie » Draper

## Liste des épisodes
Les treize épisodes de cette saison sont :
1. Fuir ou se battre
2. Ami ou Ennemi
3. Destruction assurée
4. Recharger
5. Triple Point
6. Immolation
7. Delta-V
8. Il entre en contact
9. Intransigeance
10. Nouveau Ciel
11. Inertie
12. Congrégation
13. La Porte d'Abaddon